# Paraglenurus okinawensis
Paraglenurus okinawensis là một loài côn trùng trong họ Myrmeleontidae thuộc bộ Neuroptera. Loài này được Okamoto miêu tả năm 1910.